# French Open 1961 (Badminton)
Die French Open 1961 im Badminton fanden vom 7. bis zum 9. April 1961 in Paris statt. Es war die 33. Auflage des Championats.

## Finalresultate
| Disziplin    | Sieger                   | Finalist                                | Ergebnis         |
| ------------ | ------------------------ | --------------------------------------- | ---------------- |
| Herreneinzel | Erland Kops              | Ferry Sonneville                        | 15–12, 15-10     |
| Dameneinzel  | Hanne Jensen             | Rita Rabey                              | 3-11, 11–5, 11–2 |
| Herrendoppel | Finn Kobberø Erland Kops | Oon Chong Teik Yeoh Kean Hua            | 15-6, 15-10      |
| Damendoppel  | Rita Rabey Janet Brennan | S. M. McCoig Yvonne Theresia Sonneville | 15–8, 15–7       |
| Mixed        | Erland Kops Hanne Jensen | Bengt Nielsen Bitten Nielsen            | 15–6, 15–10      |